# Pakkalanjärvi
Pakkalanjärvi är en sjö i kommunen Kangasala i landskapet Birkaland i Finland. Sjön ligger 91,4 meter över havet. Arean är 1 kvadratkilometer och strandlinjen är 6,32 kilometer lång. Sjön  ingår i Kumo älvs huvudavrinningsområde.   Den ligger omkring 34 km öster om Tammerfors och omkring 140 km norr om Helsingfors. 
I sjön finns öarna Puurosaari och Papinkallio. 